# Schieferstein
Der Schieferstein ist ein 1206 m ü. A. hoher Berg in den Oberösterreichischen Voralpen nördlich von Reichraming.

## Topographie
Der Gipfel des Schiefersteins ist der höchste Punkt eines west-östlich orientierten Bergkamms, der von Losenstein über den Pfennigstein 759 m, den Steinernen Jäger 1185 m, den Hauptgipfel und den Schratlboden 945 m in Richtung Großraming zieht. Im Bereich des Steinernen Jägers und des Hauptgipfels besitzt der Berg teilweise senkrechte Wandabstürze in Richtung Norden beziehungsweise Süden, die aus massigen Rotkalken des unteren Jura gebildet werden. Der Berg bietet auf Grund seiner Lage am Nordrand der Nördlichen Kalkalpen eine gute Aussicht, besonders in Richtung Norden.

## Aufstiege
Vom Parkplatz knapp unterhalb des Gehöftes Habichler kann der Berg in etwa einer Stunde und 15 Minuten zuerst über die Südseite und dann über den teilweise scharf ausgeprägten und felsigen Westkamm erstiegen werden. Auch von Losenstein ist ein Aufstieg auf markierten Steigen möglich. Weiters kann man den Schieferstein vom "Gscheid" aus besteigen. Durch die Südwand führen einige Sportkletterrouten, unter anderem die Triple A im Schwierigkeitsgrad VII- der UIAA-Skala.

## Sendeanlage
Östlich des Schiefersteins befindet sich auf 867 m der 80 Meter hohe Senderturm Losenstein-Habichl, über den der ORF die Programme Ö3 (101,5 MHz), Ö1 (90,6 MHz) und Radio Oberösterreich (95,9 MHz) mit einer geringen Sendeleistung von jeweils 10 Watt in horizontaler und gerichteter Polarisierung abstrahlt.